# Besleria spinulosa
Besleria spinulosa är en tvåhjärtbladig växtart som beskrevs av Conrad Vernon Morton. Besleria spinulosa ingår i släktet Besleria och familjen Gesneriaceae. Inga underarter finns listade i Catalogue of Life.